# Popiel

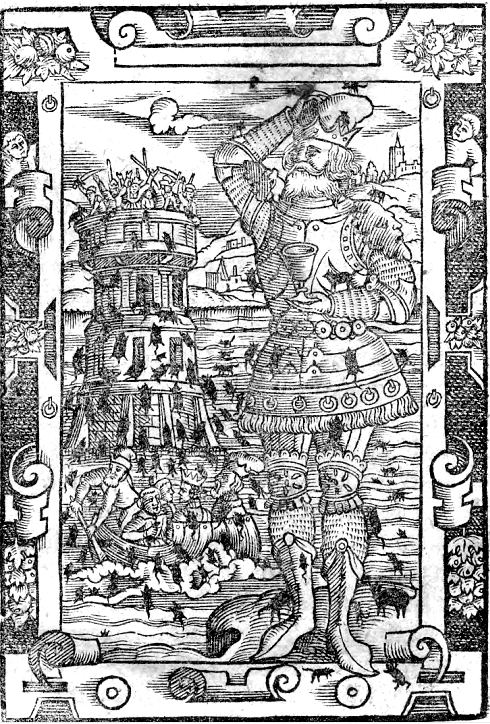
Popiel II., Illustration aus Icones książąt i królów polskich (1605) von Pfarrer Jan Głuchowski

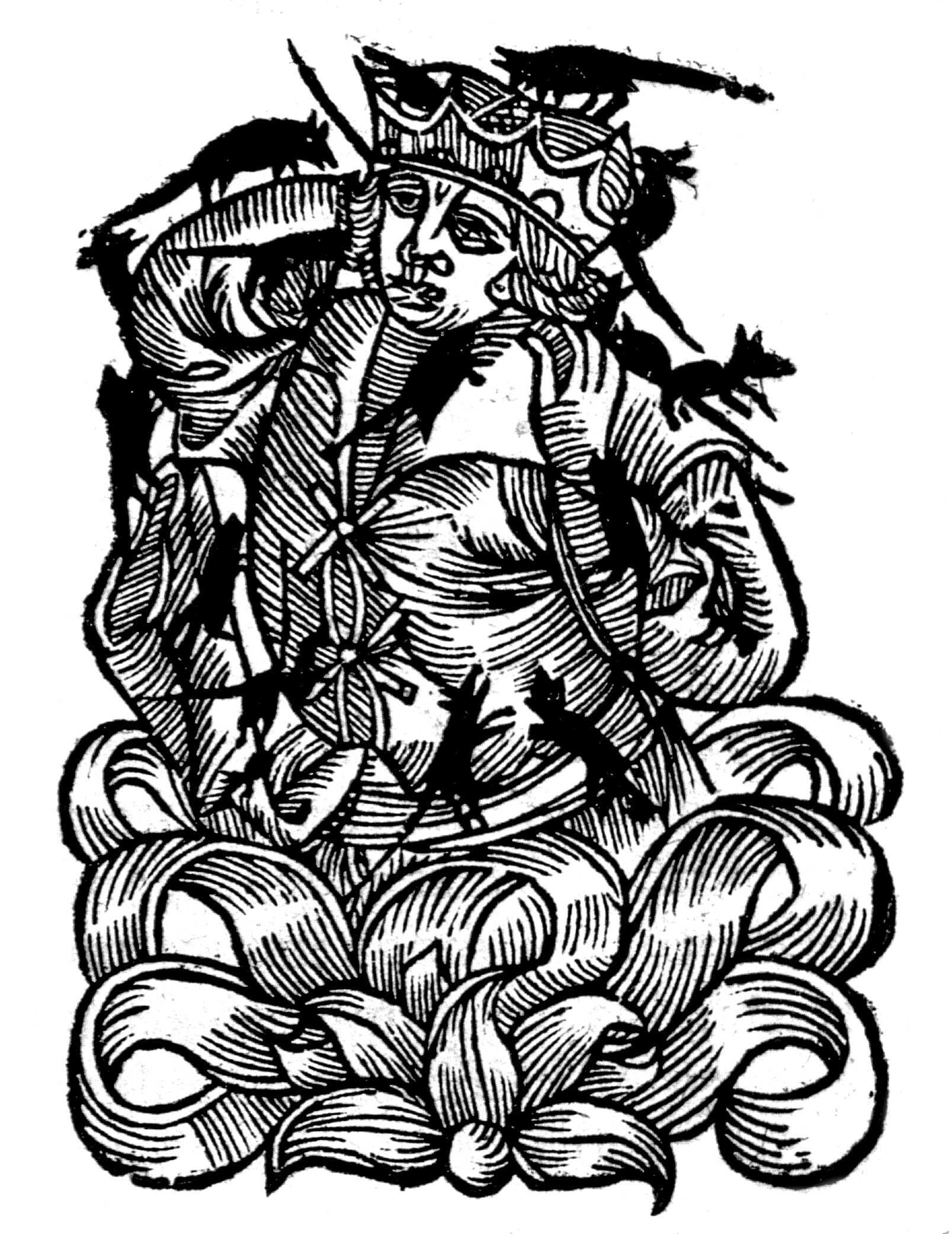
Popiel II., wie er von den Mäusen gefressen wird

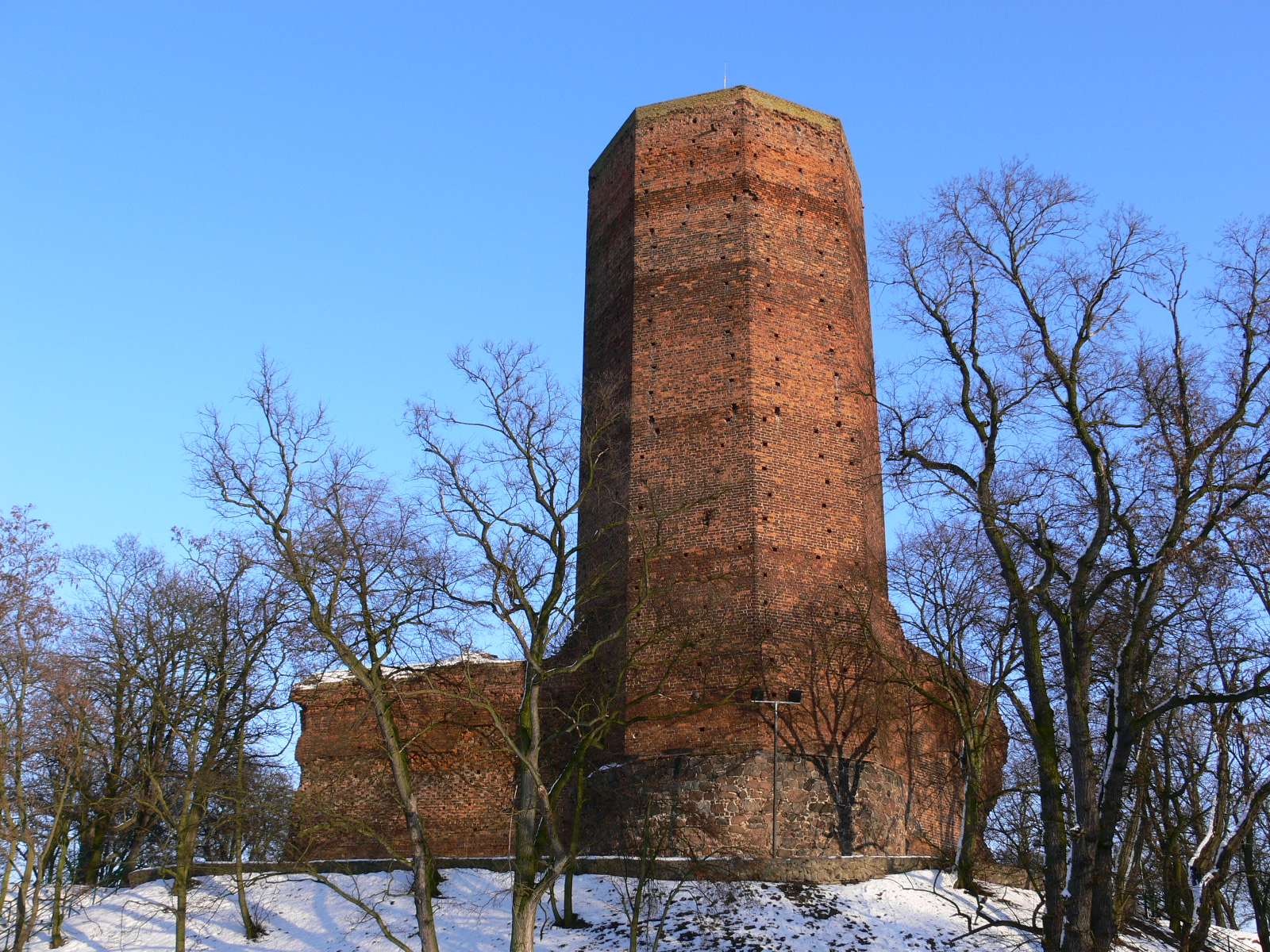
Der Mäuseturm von Kruszwica, 1350 errichtet, fälschlicherweise mit Popiel assoziiert

Popiel II. (lat. Pompilius II.), rekonstruiert als Pąpyl, war ein legendärer polnischer Herrscher aus dem 9. Jahrhundert.

## Etymologie zu „Popiel“
Die Namensvariante Popel wurde vom „Rocznik małopolski“ (Kleinpolnisches Jahrbuch) aufgezeichnet, von dem das älteste Manuskript aus dem 15. Jahrhundert stammt. Von diesem Namen leitet sich auch die Namensform Popiel her, wie Gerard Labuda behauptete: „Die Namensform mit dem Buchstaben e ist mit Sicherheit später zu den Texten hinzugefügt worden, um die Volksetymologie zum polnischen Wort popiół zu ermöglichen, wie bei Jan Długosz.“
Die Cronica et gesta ducum sive principum Polonorum des Gallus Anonymus führt zwei Namensformen auf der dritten Registrierkarte und in der Kapitelüberschrift. Auf der Registrierkarte erscheint doppelt Popel, während in der Kapitelüberschrift dreimal von Pumpil die Rede ist. Nach Meinung der polnischen Historikerin Zofia Kozłowska-Budkowa (1893–1986) sei dies die Handschrift von Wincenty Kadłubek, der um die Wende vom 12. zum 13. Jahrhundert die Chronik konsequent benutzte.
Nach Kadłubek geht die Chronicon Polonorum, in der es heißt filio secum retento, cui nomen Pompilius. Auch die hundert Jahre später entstandene Chronica principum Poloniae (Chronik der polnischen Fürsten), welche direkt den Autograf Gallus Anonymus verwendete, ebenso filio suo retento, cui nomen erat Popil vel Pompilius. Genauso klingt es bei Jan Długosz ergänzt in latino idiomate vocatus Cinereus, in Almannico: Osszerich. Długosz verwendet jedoch beide Namensformen: Pompilius...sive Popyel.
Vor diesem Hintergrund hielt der polnische Etymologe Andrzej Bańkowski (1931–2014) die Namensform Pumpil für die ursprüngliche Form, während Gerard Labuda die Form Pompil mit der „Prothese“ des Nasalvokals für die ursprüngliche hielt und Pumpil für eine Abwandlung. Er stimmte aber im Kern zu, dass der Name einen Nasallaut enthielt, wie z. B. bei uzasφpy = „w zastępy“, pφte = „piąte“, in anderen Schriften wird ø (sog. „o rogatego“) z. B. bei prawdø zu „prawdę“, nademnø zu „nade mną“, meistens aber mit Hilfe der „Prothese“ zu einem ähnlich klingenden Laut, z. B. Wenczeslaus (1393) zu Więcesław bzw. Zambrowo (1425) zu Zambrów, vom Eigenname ząbr gegenwärtig und hyperkorrekt durch Mazurzenie zu żubr und hatte den Wortlaut Pąpyl. Andrzej Bańkowski geht da weiter und leitet diesen Personennamen etymologisch von Pąpyl her (weitere Varianten Pąpil, Pąpiel), das im Polnischen heute zu „bąbel“ (Blase) geworden ist. Das könnte seiner Meinung nach eine Allegorie für „Regierungen ohne Anerkennung“ sein. Pąpyl im Sinne von „bąbel na skórze“ (Blase auf der Haut) taucht im 15. Jahrhundert in der Glosse Żywot św. Jadwigi auf, sekundär pąpel, pępel im Jahr 1578 bzw. 1596 in der Pluralform pępele.

## Popiel bei den frühen Chronisten Polens

### Gallus Anonymus
„...Es war nämlich in Gniezno, […] der Herzog Popiel, der zwei Söhne hatte...“

Mit diesem Zitat erwähnt die Chronik erstmals einen Popiel; einen dux in civitate gneznensi nennt sie ihn.
Während der Kopfschur seiner Söhne (altslawisches Initiationsritual) sollen zwei geheimnisvolle Gäste in Gniezno angekommen sein, die zum Festmahl jedoch nicht eingeladen waren und das Prinzip der Gastfreundschaft brachen. Sie waren also zu Besuch beim armen Rademacher Piast, der ebenfalls die Kopfschur seines Sohnes Siemowit ausrichtete. Laut Gallus muss während dieser Kopfschur auch Popiel anwesend gewesen sein, denn der Herzog dachte selbst überhaupt nicht an die Beeinträchtigung, seine Bauern soweit kommen zu lassen. Als Siemowit erwachsen war, hatte er Popiel vom Thron zu stürzen versucht, um Herzog zu werden. Gallus ergänzt ihre historische Beziehung und stellt Popiel als Tyrann dar, der die Verteidigung der Polanen gegen die einfallenden Wikinger vernachlässigt und seine Verwandten auf Drängen seiner Ehefrau ermordet haben, die er der Verschwörung gegen ihn bezichtigt hatte. Daraufhin wurde er von Piast abgesetzt und verschanzte sich auf dem Turm von Kruszwica am Goplo-See. Dort wurde er wie seine Frau von Mäusen gefressen.
Eine ähnliche Legende rankt sich um die Mainzer Bischöfe Hatto I. bzw. Hatto II., die im 10. Jahrhundert ebenfalls wegen ihrer Hartherzigkeit im Binger Mäuseturm von Mäusen gefressen worden sein sollen.

### Wincenty Kadłubek
Wincenty Kadłubeks Polnische Chronik erweitert die bedeutende Legende um Popiel (Pompiliusz II. genannt) und macht ihn zum Sohn Popiel I. und zum Enkel Leszko III. Laut Kadłubek war er ein Mann mit sehr weiblichem Charakter, träge, feige und hinterlistig. Auf Drängen seiner Frau soll er während eines großen Festmahls den Wein seiner Gäste vergiftet haben und damit seine zwölf Onkel väterlicherseits (Söhne Leszko III.) auf dem Gewissen haben. Mit den Leichen kamen dann die Mäuse, die Popiel, seine Frau und seine zwei Söhne lange verfolgten. Schließlich ergriffen die Mäuse sie in einem hohen Turm.

### Großpolnische Chronik
Der Großpolnischen Chronik nach erhielt Popiel wegen seiner langen Haare den Beinamen Chościsko, das so viel wie ‚Besen‘ heißt (laut Gallus Anonymus trug diesen Spitznamen der Fürst Piast). Die Großpolnische Chronik benennt auch den Mäuseturm von Kruszwica als Sterbeort Popiels. Das wiederholen auch die Polnisch-Schlesische Chronik sowie die Chronik der Polnischen Fürsten. Der heute existierende Mäuseturm von Kruszwica wurde aber erst 1350 von Kazimierz Wielki errichtet.

### Spätere Chronisten
Den Slawischen Chroniken des Königreich Polen (Jahrbüchern) nach war Chościsko ein verächtlicher Beiname Popiels, der ‚auszehrender, heruntergekommener Besen‘ bedeutet.
Die folgenden Handlungsstränge für die Sage von Popiel und den Mäusen wurden vom Chronisten Jan Długosz hinzugefügt.
Ihm zufolge war Popiels dämonische Ehefrau Gerda eine deutsche Fürstentochter und seine Söhne hießen Lech und Popiel. Der Chronist verglich den Herrscher auch mit dem Römischen Kaiser deutscher Nation Arnulf von Kärnten, der 896–899 in Regensburg residierte.
Der Chronist Marcin Bielski ordnet Popiel weit früher in die Zeit Ludwig des Frommen ein.

## Hypothesen
Wie der polnische Historiker Prof. Jacek Banaszkiewicz (* 1947) bewies, sind die Angaben Gallus Anonymus zur Sage über seinen Tod durch die Mäuse – entgegen einer populären Theorie – nicht wörtlich zu nehmen. Sie sind den deutschen „Mäuselegenden“, insbesondere von der im Binger Mäuseturm entlehnt. Damit ist es ein indoeuropäisches Element eines rein symbolischen Erbes.
Der polnische Historiker Dr. Henryk Łowmiański (1898–1984) stellte dagegen die Hypothese auf, der legendäre Popiel sei im 9. Jahrhundert der Herrscher des westslawischen Goplanen-Stammes gewesen, der letzte der Vor-Piasten-Dynastie, der sogenannten Popieliden, und sein Sturz durch Siemowit sei die Befreiung der Polanen von den alles dominierenden Goplanen gewesen. Die Insel, auf der Popiel sterben musste, identifizierte er bei Ostrów Lednicki. Mit „die Mäuse“, so der Historiker, sei in der Überlieferung das damals revoltierende Volk gemeint, möglicherweise das aus dem kleinen, großpolnischen Dorf Myszki (Mäuse), das heute zur Gmina Kiszkowo im Powiat Gnieźnieński gehört.

## Der historische Popiel
Diejenigen, die von der Historizität der drei lebenden Vorgänger Mieszko I. – Siemowit, Lestek und Siemomysław – ausgehen, nehmen in der Regel auch die Historizität Popiels an. Neue archäologische Funde werfen jedoch Probleme auf. Sie belegen, dass Popiel nicht auf einer Burg in Gniezno residiert haben kann, weil die Burg in Gniezno erst um das Jahr 940 errichtet wurde, so dass die Herrschaft Popiels wahrscheinlich in die zweite Hälfte des 9. Jahrhunderts fällt. Die Archäologie schreibt Popiel deshalb momentan auch die Burg in Giecz als Stammsitz zu. Es könnte also sein, dass Popiel in einer uns mit dem Namen unbekannten Stammesburg über die Region Gniezno herrschte, obwohl er ideologisch verbunden war mit dem kulturellen Zentrum auf dem Lech-Hügel (Gniezno), weswegen Gallus Anonymus nicht so vertraut war mit den Einzelheiten der Überlieferungen und Popiel als in Gniezno residierender Herzog von Polen beschreibt. Wie die Archäologie zeigt, existierten zur Zeit Popiels und Siemowits noch keine großen wirtschaftlich-militärischen Vorkenntnisse der Fürstenherrscher, die den Bau von Staatsburgen durch die Bevölkerung unter der Aufsicht militärischer Truppen ermöglicht hätten. Die Herrschaft Popiels und Siemowits hatte instabilen Charakter (Führungsorganisation nach P. Urbańczyk) und wurde damit zum großen Teil kontrolliert. Popiel bewältigte wahrscheinlich nicht seine Pflichten zur Umverteilung eines Produktionsüberschusses zwischen den Mitgliedern seiner Gütergemeinschaft, und im Ergebnis dessen wurde er durch erfolgreiche Lobbypolitik von Siemowit ersetzt.

## Popiel in der Literatur
Popiel ist eine der Schlüsselfiguren in Stara baśń, einem Historischen Roman von Józef Ignacy Kraszewski. Da ist er ein grausamer Herrscher, tätig aber vor allem unter dem großen Einfluss seiner deutschen Frau Brunhilde.
Beim Roman Dagome iudex von Zbigniew Nienacki wird Popiel im ersten Band Ja, Dago als Golub Popiołowłosy vorgestellt. Da wurde er von seiner Frau Helgunde im Turm auf einer Insel inhaftiert. Der Romanheld Dago gibt ihn frei und erlaubt ihm auszuwandern, doch auf die Frage der Diener über das Schicksal Popiels antwortet er: Die Leute sagen... dass Popiel von den Mäusen gefressen wurde.
Der Gestalt Popiels, durch die kulturelle Brille der Filozofia genezyjska betrachtet, ist die Rhapsodie I Król-Duch von Juliusz Słowacki.